# Classicisme (literatuur)

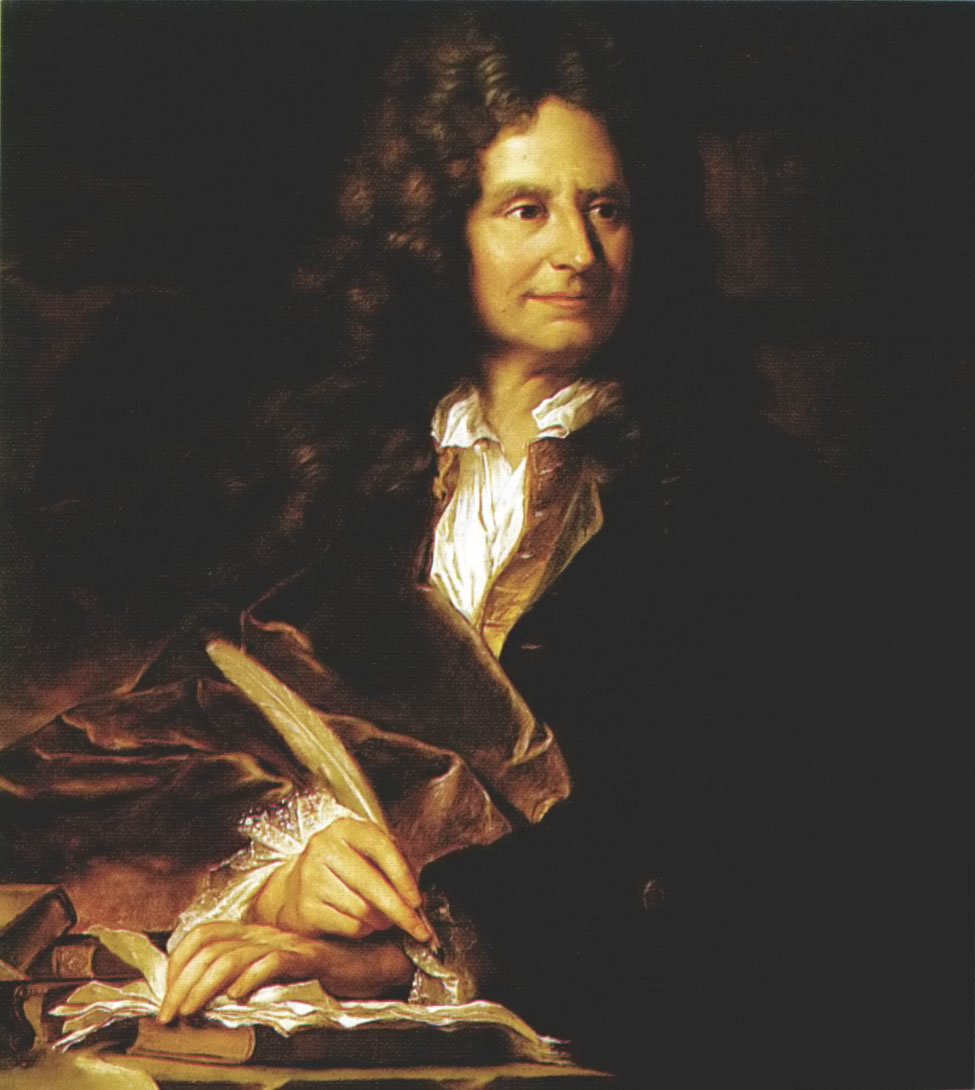
Nicolas Boileau, de vormgever van het classicisme

Het classicisme is een literaire stroming in Frankrijk aan het eind van de 17e eeuw. Deze beweging is in Frankrijk zelf ontstaan en is ook in de rest van Europa bekend geworden, niet alleen in de literatuur maar ook in de beeldende kunst en de muziek. Ook in Nederland heeft deze beweging haar uitwerking gehad onder de naam Frans-classicisme.
In Frankrijk heeft het classicisme daarnaast een zeer grote uitwerking gehad op theaterteksten en de poëzie. Binnen de Franse literatuur wordt de classicistische periode als een van de belangrijkste beschouwd, en dan vooral de jaren 1660-1680, met schrijvers als Molière, Corneille en Racine.

## Kenmerken
Het belangrijkste kenmerk van het literaire classicisme is het teruggrijpen op auteurs uit de klassieke oudheid en het herinvoeren van een strikt regelsysteem in de literatuur (en dan met name in het theater) gebaseerd op geschriften uit die tijd. Men hoopte op deze manier de klassieke literatuur niet alleen te evenaren maar deze uiteindelijk zelfs te overtreffen, iets wat beter bekendstaat als Translatio, imitatio en aemulatio.

## Oorsprong
Het classicistische theater is ontstaan als reactie op de barok. De barok is een uit Italië afkomstige en voor die tijd heel vrije stijl, waarin er gezocht wordt naar originaliteit in alles en het choqueren van de kijker/lezer, het liefst door grootse ingrepen in de verhaallijn of op de scène. In Frankrijk waren het voornamelijk een aantal aristocratische dames, de précieuses, die zich in hun salons bezighielden met poëzie in deze stijl. Een van hun "originaliteiten" bestond uit het maken van parafrases van desnoods enkele zinnen om het gebruik van een enkel banaal woord te vermijden. De classicisten vonden dat dat enkel inhoudsloze mooipraterij was. Molière zou hen later belachelijk maken in het toneelstuk Les précieuses ridicules. Naast dit maniërisme was het libertinisme ook een van de stromingen binnen de barok die een groot aantal classicisten verwierp.
In plaats van verplichting tot originaliteit die de barok voorschreef, stelde het classicisme een eenvoudig en duidelijk regelsysteem waar alle literaire werken, en dan met name theaterstukken, aan moesten voldoen. Het was niet langer de bedoeling de kijker te "verblinden" met allerlei ingrepen, de classicisten wilden een diepgaandere boodschap overbrengen in een eenvoudige vorm. De vorm mocht hierbij niet verstorend werken, dus bedachten de classicisten een strak en eenvoudig regelsysteem dat voor iedereen duidelijk was en waar alle werken aan dienden te voldoen. Hier wordt vaak de invloed van Descartes in gezien. Classicistische schrijvers streven ernaar zo'n realistisch mogelijk beeld van de werkelijkheid te schilderen in hun werken.

## Stijl en thematiek
De basisprincipes van het classicisme worden door Nicolas Boileau uiteen gezet in zijn werk L'art poétique. Bijna alle voorschriften voor classicistische literatuur komen voort uit het principe van vraisemblance (gelijkenis aan de werkelijkheid), wat het streven naar een realistische beschrijving verwoordt.
Hoewel de classicistische auteurs een zo doorzichtig en eenvoudig mogelijke schrijfstijl probeerden te hanteren, betekent dat niet dat de thematiek ook zo simpel mogelijk diende te zijn. Integendeel: veelal is er sprake van een complexe thematiek, die door eenvoudig taalgebruik snel begrijpelijk voor de lezer/toeschouwer gemaakt werd. Zo laten classicistische personages zich vaak leven door hun passies en zitten zij gevangen in een bepaald soort dwangmatig gedrag, dat door de schrijver op eenvoudige wijze beschreven wordt. Een aantal goede voorbeelden vindt men terug in de satirische werken van Molière, zoals: Tartuffe, L'École des femmes, Le Misanthrope (de mensenhater), Le malade imaginaire (De ingebeelde zieke) en L'avare (De vrek).

### Theater
Een classicistisch theaterstuk dient aan drie belangrijke zaken te voldoen, de zogenaamde drie eenheden:
- de eenheid van actie: een (theater)stuk dient 1 enkel intrige te omschrijven, alles wat er in het stuk gebeurt dient te maken te hebben met de ontwikkeling van één en hetzelfde plot en de ontknoping daarvan.
- de eenheid van tijd: alle actie beschreven in het stuk dient zich binnen een tijdsbestek van maximaal 24 uur af te spelen.
- de eenheid van plaats: het gehele stuk dient zich op een enkele plek af te spelen.

Deze eenheden dienen gerespecteerd te worden vanwege twee belangrijke redenen. In de eerste plaats omdat het ten goede komt aan de gelijkenis met de werkelijkheid, en in de tweede plaats om te vermijden dat de vorm afleidt van het verhaal.

Qu’en un lieu, en un jour, un seul fait accompli / Tienne jusqu’à la fin le théâtre rempli
— Nicolas Boileau in L'Art poétique

Naast de drie eenheden dienen alle stukken aan het principe van bienséance, kuisheid, te voldoen. Dat betekent dat gewelddadige of intieme scènes niet worden getoond, maar naverteld door een personage.
Een classicistische tragedie diende zich af te spelen in vijf bedrijven, een komedie mogelijk in drie of vijf.
Belangrijke classicistische toneelschrijvers zijn:
- Racine die vele tragedies heeft geschreven
- Molière
- Pierre Corneille

### Romans
Proza werd door het classicisme verworpen als zijnde een kunstvorm die per definitie in strijd was met de vraisemblance (waarschijnlijkheid) en vooral met de bienséance (welvoegelijkheid). De enige schrijfster die voor deze periode aanvaardbare proza schreef was Madame de La Fayette, van wie het bekendste werk De prinses van Clèves is. Dit werk wordt als een van de eerste psychologische romans in de Franse literatuur beschouwd. Daarnaast worden ook de brieven van Madame de Sévigné aan haar dochter waarin zij in de vorm van anekdotes alle indrukken en waargebeurde gebeurtenissen beschrijft vanwege hun spontane toon als typerend voor het Frans classicisme beschouwd.